# Beyazkışlakçı, Niğde
Beyazkışlakçı là một xã thuộc huyện Çamardı, tỉnh Niğde, Thổ Nhĩ Kỳ. Dân số thời điểm năm 2011 là 265 người.